# Cosme Maciel
Cosme Maciel är en kulle i Antarktis. Den ligger i Västantarktis. Argentina, Chile och Storbritannien gör anspråk på området.
Terrängen runt Cosme Maciel är kuperad åt nordväst, men österut är den platt. Havet är nära Cosme Maciel åt sydost. Trakten är obefolkad. Det finns inga samhällen i närheten. 